# Gurutz Aguinagalde Akizu
Gurutz Aguinagalde Akizu (geboren am 26. Oktober 1977 in Irun) ist ein ehemaliger spanischer Handballspieler, der als Torwart eingesetzt wurde. Seit 2018 ist er Präsident des Vereins Bidasoa Irun.

## Leben
Aguinagalde spielte von 1995 bis 2005 bei Bidasoa Irun, dann bei Naturhouse La Rioja. Im November 2018 beendete er seine Karriere. Er zählt mit 616 Partien in der Liga Asobal zu den Rekordspielern in Spanien. Mit den Teams aus Irun und Logroño nahm er an europäischen Vereinswettbewerben teil.
Er stand im Aufgebot spanischer Nachwuchsauswahlmannschaften. Sein erstes Spiel für Spanien absolvierte Aguinagalde am 29. Januar 1996 mit der Juniorennationalmannschaft gegen die Auswahl Ägyptens. Im Jahr 1997 nahm er an der U-21-Weltmeisterschaft in der Türkei teil. Bis September 1997 wurde er in 16 Länderspielen des Nachwuchsteams eingesetzt. Seinen ersten Einsatz für die spanische A-Nationalmannschaft bestritt er am 6. Januar 2017 gegen Polen in Irun beim Torneo Internacional de España, nach den drei Einsätzen bei diesem Turnier wurde er nicht mehr in die A-Auswahl berufen.
Seit November 2018 ist Aguinagalde Präsident des Vereins Bidasoa Irun.

## Erfolge
- Gewinn im Europapokal der Pokalsieger 1996/1997
- Copa del Rey 1996
- Supercopa 1996

## Privates
Sein Bruder Julen Aguinagalde spielt ebenfalls Handball.